# 下盖布拉
下盖布拉（德語：Niedergebra）是德国图林根州的一个市镇。总面积10.00平方公里，总人口697人，其中男性330人，女性367人（2011年12月31日），人口密度70人/平方公里。